# Qui Christi Domini
Qui Christi Domini (с лат. — «Здесь Христос Господь») — булла Римского папы Пия VII, выпущенная 29 ноября 1801 года. Булла объявляла о новой организации церковной структуры Католической церкви во Франции, в близлежащих странах и французских колониях. Булла представляет собой уникальный церковный документ, когда впервые в истории Католической церкви Римский папа упразднял все епархии в одной стране, отправив одновременно в отставку всех правящих епископов.

## История
Булла Qui Christi Domini была выпущена 29 ноября 1801 года и стала результатом конкордата между Францией и Святым Престолом. 15 июля 1801 года был заключён конкордат, который предписывал изменение границ существующих католических митрополий и упразднение некоторых епархий согласно новому административному делению Франции. Согласно статье № 58 конкордата планировалось создание 10 новых митрополий и 50 епархий.
Булла Qui Christi Domini упраздняла 157 католических церковных структур, существовавших во время Старого режима до принятия в 1790 году закона «Гражданское устройство духовенства». Качественное изменение церковной структуры во Франции также затронуло и территории католических структур, окружающих в то время Францию стран и заграничных колоний (Бельгия, Германия, Швейцария, Нидерланды и Палестина).

## Новая церковная структура
Среди всех упразднённых епархий буллой были сразу же восстановлены ранее существовавшие 58 древних церковных структур и учреждены две новые епархии: Версаля и Аахена. Из 23 ранее существовавших митрополий были восстановлены только 10; 4 архиепархии были понижены до статуса епархии, а 9 - полностью упразднены.
Булла объявляла об упразднении 99 ранее существовавших епархий. В действительности было упразднено без восстановления только 65 церковных структур:
- архиепархии Арля, Амбрена, Вьена;
- епархии Авранша, Агда, Алерии, Але-ле-Бена, Алеса, Антрево, Апта, Аччии, Базаса, Безье, Булонь-сюр-Мера, Вамбра, Ванса, Везона, Вифлеема, Граса, Ди, Доля, Женевы, Ипра, Кавайона, Карпантры, Кастра, Комменжа, Кондома, Лана, Лавора, Лектура, Лескара, Лизьё, Лодева, Ломбеза, Макона, Марианы, Мирпуа, Нарбонны, Неббио, Нуайона, Олорона, Оранжа, Осера, Рие, Рье, Сагоны, Санлиса, Сарла-ла-Канеды, Сене, Сен-Лезье, Сен-Мало, Сент-Омера, Сен-Папуля, Сент-Поль-Труа-Шато, Сен-Поль-де-Леона, Сен-Пон-де-Томьера, Сента, Систерона, Трегье, Тулона, Туля, Шалона, Эр-э-Дакса, Юзеса.

К этим церковным структурам следует добавить следующие 29 упразднённых буллой Qui Christi Domini епархий, которые были восстановлены 6 октября 1822 года буллой Paternae charitatis после нового конкордата с Людовиком XVIII:
- епархии Альби, Белле, Бове, Блуа, Вердена, Вивье, Гапа, Лангра, Ле-Пюи-ан-Веле, Люсона, Марселя, Монтобана, Невера, Нима, Оша, Памье, Перигё, Перпиньяна, Реймса, Родеза, Санса, Сен-Дьё, Сен-Клода, Тарб-э-Лурда, Тюля, Шалон-ан-Шампаня, Шартра, Фрежюса, Эра

Следующие пять церковных структур, упразднённых буллой Qui Christi Domini в 1801 году, были восстановлены в следующие годы:
- в 1825 году епархии Сен-Жан-де-Морьена и Тарантасии (сегодня — Архиепархия Шамбери), в 1834 году — епархия Брюгге, в 1853 году — епархия Рурмонда и в 1961 году — епархия Антверпена.

## Источник
- Булла Qui Christi Domini, Bullarii romani continuatio, Tomo XI, Romae 1845, стр. 245—249  (лат.)
- Карта французских епархий